# Округ Џексон (Флорида)
Џексон (енгл. Jackson County) је округ у америчкој савезној држави Флорида. По попису из 2010. године број становника је 49.746.

## Демографија
Према попису становништва из 2010. у округу је живело 49.746 становника, што је 2.991 (6,4%) становника више него 2000. године.
| Група             | 2000.          | 2010.          |
| Белци             | 32.086 (68,6%) | 33.111 (66,6%) |
| Афроамериканци    | 12.418 (26,6%) | 13.231 (26,6%) |
| Азијати           | 168 (0,4%)     | 239 (0,5%)     |
| Хиспаноамериканци | 1.361 (2,9%)   | 2.143 (4,3%)   |
| Укупно            | 46.755         | 49.746         |